# معادله ریکاتی
در مبحث ریاضیات. معادله ریکاتی یک معادله دیفرانسیل سادهٔ مرتبه اول است.
صورت عمومی معادله به صورت زیر است:
{\displaystyle y'(x)=q0(x)+q1(x)y+q2(x)y^{2}}
که اگر جمله اول در سمت راست معادله صفر شود تبدیل به معادله برنولی می‌شود.

## تاریخچه و نحوه نامگذاری
نام این معادله به افتخار جاکوبو ریکاتی، ریاضیدان ایتالیایی گذاشته شده‌است که
مختصری از زندگی‌نامه این شخصیت بزرگوار و چگونگی نام گرفتن این معادله را
شرح می‌دهیم.
جاکوبو فرانچسکو ریکاتی در ۲۸ می ۱۶۷۶ در شهر ونیز ایتالیا به دنیا آمد.
تحصیلات ابتدایی را در مدرسه جسوت در برشا گذراند.
در سال ۱۶۹۳ وارد دانشگاه پادوآ شد و در سال ۱۶۹۶ موفق به اخذ مدرک دکترا
در رشتهٔ حقوق شد. با تشویق از سوی استفانو آنجلی برای دنبال کردن
ریاضیات، ریکاتی شروع به تحصیل در رشته آنالیز ریاضی کرد. بعد از آن او
پیشنهادهای زیادی دریافت کرد؛ ولی او همهٔ پیشنهادها را رد کرده و زندگی
خود را وقف آنالیز ریاضی کرد. پیوتر اول، امپراتور وقت روسیه از او دعوت کرد
تا به عنوان رئیس دانشکده علوم سن پطرزبورگ ادامه فعالیت دهد.
او همچنان به عنوان مشاور امپراتوری در وین دعوت شد. با این وجود او همهٔ
این پیشنهادها را رد کرد.
بعضی از کارهای او در مبحث چندجمله‌ای‌ها، با همکاری ماریا آنیسی و به درخواست.
او در یک کتاب جمع‌آوری شد.
بعداز آن این معادله به این نام نامگذاری شد.

## روش ساده کردن معادله و تبدیل به معادله مرتبه دوم ساده
از تغییر متغیر {\displaystyle v=q_{2}y} استفاده می‌کنیم بنابراین:
{\displaystyle v'=(yq_{2})'=y'q_{2}+yq_{2}'=(q_{0}+q_{1}y+q_{2}y^{2})q_{2}+v{\frac {q_{2}'}{q_{2}}}=q_{0}q_{2}+\left(q_{1}+{\frac {q_{2}'}{q_{2}}}\right)v+v^{2}}
S و R را به صورت زیر تعریف می‌کنیم:
{\displaystyle S=q_{2}q_{0}}  و  {\displaystyle R=q_{1}+\left({\frac {q_{2}'}{q_{2}}}\right)}
با جای گذاری {\displaystyle v=-u'/u} داریم:
{\displaystyle v'=-(u'/u)'=-(u''/u)+(u'/u)^{2}=-(u''/u)+v^{2}}
وصورت ساده شده معادله یه صورت زیر خواهد بود:
{\displaystyle u''-Ru'+Su=0.\!}

## یافتن جواب عمومی معادله با دانستن یک جواب
برای یافتن جواب عمومی معادله ابتدا یک جواب معادله را پیدا می‌کنیم.
با جایگذاری {\displaystyle y=y_{1}+u} در معادله داریم:
{\displaystyle y_{1}'+u'=q_{0}+q_{1}\cdot (y_{1}+u)+q_{2}\cdot (y_{1}+u)^{2},}
و باتوجه به اینکه:
{\displaystyle y_{1}'=q_{0}+q_{1}\,y_{1}+q_{2}\,y_{1}^{2}}
{\displaystyle u'=q_{1}\,u+2\,q_{2}\,y_{1}\,u+q_{2}\,u^{2}}
یا:
{\displaystyle u'-(q_{1}+2\,q_{2}\,y_{1})\,u=q_{2}\,u^{2},}
که این معادله تبدیل به معادله برنولی می‌شود.
از تغییر متغیر {\displaystyle y=y_{1}+{\frac {1}{z}}} استفاده می‌کنیم.
پس داریم:
{\displaystyle z'+(q_{1}+2\,q_{2}\,y_{1})\,z=-q_{2}}
که Z یک جواب عمومی برای معادله است.